# Cibentang (Bantarkawung)
Cibentang is een bestuurslaag in het regentschap Brebes van de provincie Midden-Java, Indonesië. Cibentang telt 5857 inwoners (volkstelling 2010).